# Nowolesie

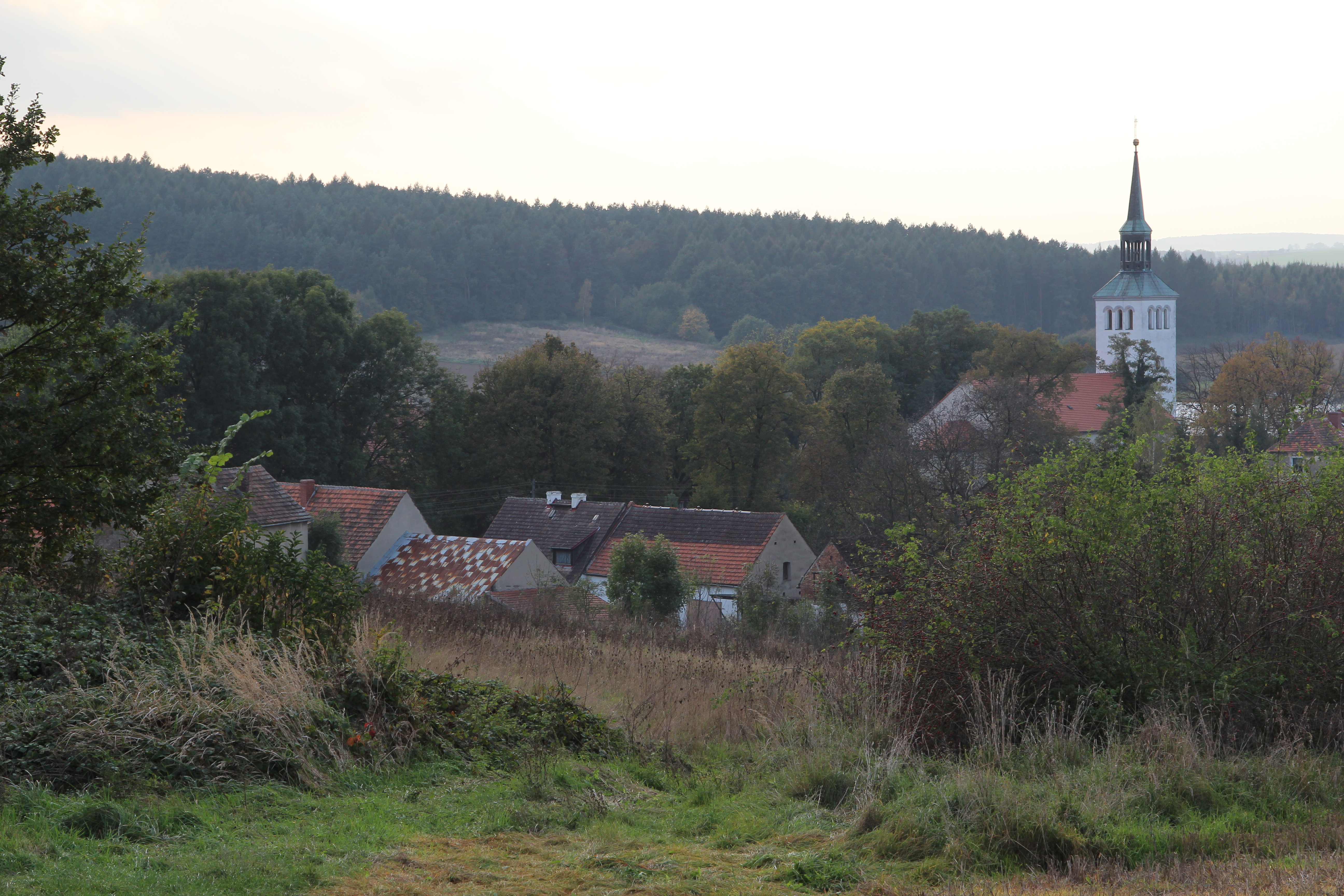
Nowolesie

Nowolesie (deutsch Waldneudorf; bis 1921 Polnisch Neudorf) ist ein Dorf in der Stadt-Land-Gemeinde Strzelin (Strehlen) im Powiat Strzeliński (Kreis Strehlen) in der Woiwodschaft Niederschlesien in Polen.

## Lage
Nowolesie liegt etwa 10 Kilometer südlich von Strzelin (Strehlen) und 48 Kilometer südlich von Breslau.

## Geschichte
Die Ersterwähnung erfolgte 1336 als „Nova euria“. Neudorf war Teil der Herrschaft Schönjohnsdorf, mit der es durch Kauf gegen Ende des 17. Jahrhunderts an das Kloster Heinrichau überging. Politisch gehörte Neudorf zum Herzogtum Münsterberg, das 1336 unter König Johann von Luxemburg unter böhmische Lehenshoheit gelangte, die im selben Jahr von Bolko II. von Münsterberg im Vertrag von Straubing anerkannt wurde. Bereits ein Jahr vorher hatte der polnische König im Vertrag von Trentschin auf Schlesien verzichtet. Nach dem Tod des Herzogs Karl Christoph 1569, mit dem die Münsterberger Linie der Herren von Podiebrad erlosch, fiel Neudorf zusammen mit dem Herzogtum Münsterberg als erledigtes Lehen an die Krone Böhmen. Mit der Eroberung Schlesiens durch Preußen wurde Polnisch Neudorf 1742 Teil des neu gegründeten Kreises Münsterberg innerhalb der preußischen Provinz Schlesien. Nach der Säkularisation 1810 wurde die Herrschaft Heinrichau Eigentum des Preußischen Königshauses, später durch Erbschaft des Niederländischen Königshauses. 1845 gliederte sich Neudorf in zwei Anteile:
1. Deutsch Neudorf mit 42 Häuser, ein Vorwerk, 276 überwiegend katholische Einwohner (44 evangelisch), evangelische Kirche zu Mittel-Schreibendorf, katholische Kirche zu Berzdorf, eine Wassermühle, drei Handwerker, sieben Händler und 600 Rinder.
2. Polnisch Neudorf mit 45 Häuser, ein Vorwerk im Dorf, ein Vorwerk außerhalb, 447 überwiegend katholische Einwohner (126 evangelisch), evangelische Kirche zu Steinkirche,[2] eine katholische Pfarrkirche unter königlich preußischen und fürstbischöflichen Patronat mit 22 Morgen Pfarrwidum, eingepfarrt: Polnisch Neudorf, Schönjohnsdorf, Neu Karlsdorf, Sackrau, Schildberg, gastweise: Pogarth, eine katholische Schule, eingeschult Neu Karlsdorf, Sackrau und Schildberg, 23 Handwerker, neun Händler und 600 Rinder.

Polnisch Neudorf gehörte seit 1874 zum Amtsbezirk Schönjohnsdorf. 1919 wurde die Provinz Schlesien aufgelöst und der Kreis Münsterberg Teil der neu gegründeten Provinz Niederschlesien. Aufgrund der Auflösung des Kreises Münsterberg zum 1. Oktober 1932 wurde die Gemeinde in den Landkreis Strehlen eingegliedert. 1921 erfolgte die Umbenennung in „Waldneudorf“. Als Folge des Zweiten Weltkriegs fiel Waldneudorf 1945 mit dem größten Teil Schlesiens an Polen. Nachfolgend wurde es in Nowolesie umbenannt. Die deutschen Einwohner wurden – soweit sie nicht schon vorher geflohen waren – vertrieben. Die neu angesiedelten Bewohner stammten teilweise aus Ostpolen, das an die Sowjetunion gefallen war. Nowolesie ist heute Teil der Stadt-Land-Gemeinde Strzelin.

## Sehenswürdigkeiten
- katholische Pfarrkirche St. Martin, 1865 an Stelle einer älteren Kirche errichtet[4]
- Sühnekreuz